# 过敏性咽喉炎
过敏性咽喉炎（英語：allergic pharyngitis）是咽黏膜及其淋巴组织的慢性炎症，是呼吸道慢性炎症的一部分。过敏性咽喉炎由过敏性鼻炎导致，常见症状是咳嗽、有白粘痰，外侧按压有痛感，严重可引发支气管哮喘。